# Sagay
Sagay (Bayan ng Sagay) är en kommun i Filippinerna. Kommunen ligger på ön Mindanao, och tillhör provinsen Camiguin. Folkmängden uppgår till 10 356 invånare.
Sagay är indelat i 9 barangayer.